# تونی مراچانت (دوچرخه‌سوار)
تونی مراچانت (انگلیسی: Tony Marchant؛ زادهٔ ۲۸ اوت ۱۹۳۷) دوچرخه‌سوار اهل استرالیا است.
وی در مسابقات کشوری و بین‌المللی در مجموع برندهٔ ۱ مدال طلا شده‌است.